# Волчья яма 2
«Волчья яма 2» (англ. Wolf Creek 2) — австралийский фильм ужасов 2013 года, снятый режиссёром Грегом Маклином, продолжение его фильма «Волчья яма» 2005 года. Премьера фильма состоялась на Международном кинофестивале в Венеции 30 августа 2013 года. Главную роль маньяка в этом фильме, как и в первой части, исполнил Джон Джэррэт.

## Сюжет
В Северо-Западной Австралии офицеры дорожного патруля Гэри Балмер и Брайан О’Коннор, припарковавшись на пустынном шоссе, пытаются выполнить норму на штрафы за превышение скорости. Маньяк-убийца Мик Тейлор проезжает мимо них, не нарушая скоростного режима, однако они останавливают его, утверждая, что он превысил скорость. После унизительного для Мика разговора офицеры выписывают ему штраф за превышение скорости и требуют избавить окрестности от его присутствия. Когда офицеры уезжают, Мик стреляет в одного из них, убивая его. Автомобиль падает в овраг, куда спускается Мика. Несмотря на мольбы Балмера, Мик ломает ему ногу, ударяет в спину охотничьим ножом и сажает смертельно раненого офицера обратно в машину, прежде чем облить её бензином и поджечь. Балмер сгорает в машине.
Молодая немецкая пара, Рутгер и Катарина, путешествуют автостопом из Сиднея в кратер «Вулф-Крик». Позже они обустраивают лагерь в безлюдной местности. Посреди ночи Мик проезжает мимо и видит вдалеке их палатку. Он предлагает подвезти их до стоянки, поскольку, по его словам, они находятся в национальном парке, где кемпинг запрещён. Когда Рутгер отклоняет его предложение, Мик выходит из себя и ударяет Рутгера в спину ножом. Затем он связывает Катарину и готовится изнасиловать ее, но раненый Рутгер приходит в себя и сражается с Миком. В конце концов Мик одолевает и обезглавливает его. Затем Мик сообщает Катарине, что они проведут пару месяцев вместе, прежде чем он убьёт её. Девушка теряет сознание от удушья, но позже просыпается и видит, как Мик разрезает тело Рутгера, чтобы скормить его собакам. Она убегает в кусты, и Мик начинает преследовать её на своем грузовике.
Пол Хаммерсмит, британский турист едет по шоссе и останавливается перед раненой Катриной стоящей на дороге. Он помогает ей сажая её в свою машину. Но Мик начинает преследовать их. Он стреляет в Пола, но случайно убивает Катарину, когда Пол пригибается, чтобы избежать попадания пули. Затем Пол уезжает, с раскаянием оставляя тело Катарины на песке и прикрывая его спальным мешком на рассвете. Затем он выезжает на шоссе, но поняв, что сбился с курса и у него мало топлива, пытается остановить грузовик вдалеке. Вскоре он понимает, что это Мик за рулём грузовика. После долгой погони Мик толкает машину Пола на скале, вниз в долину, а затем скатывает грузовик, на машину Пола, которая взрывается, когда он убегает. Пол бродит по пустыне в поисках помощи (не подозревая, что Мик все это время медленно следует за ним). Измученный и обезвоженный, Пол теряет сознание возле загородного коттеджа, и пожилая пара Джек и Лил дают ему еду и кров. Они планируют отвезти Пола в ближайший город после того, как он поест, но Мик находит дом, крадет один из дробовиков хозяина дома и убивает Джека и Лил. Затем Пол снова убегает, а Мик преследует Пола на лошади. Он ловит его прячущегося в траве, и вырубает.
Пол просыпается в подземелье Мика, привязанный к стулу. Мик злится на Пола за его роль в смерти Катарины и готовится пытать его, но Пол успокаивает его своим «английским остроумием», рассказывая барные шутки и ведя Мика в застольных песнях, которые, как он утверждает, он выучил в школе-интернате. Пытка Мика для Пола состоит из десяти вопросов викторины об австралийской культуре и истории. Мик пообещал освободить его, если он правильно ответит на пять из них. Однако, если Пол ошибается в вопросе, он теряет палец. Пол отвечает на первые два вопроса и показывает, что он является историческим специалистом. После того, как он отвечает на следующий вопрос «неправильно», Мик возмущенный знаниями пола отпиливает один из его пальцев шлифовальной машиной (ответ Пола был технически правильным, у Мика просто была другая интерпретация этого). Во время следующего вопроса Пол хитростью заставляет Мика освободить другую руку, намеренно отвечая неправильно (и потеряв еще один палец), затем Пол хватает ближайший молоток и вырубает Мика. Затем он бежит по туннелям, преследуемый раненым Миком. Пол находит несколько разлагающихся трупов жертв Мика, и сильно истощенную женщину. В конце концов он находит выход, но замечает простыню на земле прямо перед ним. Подняв её, он находит под ним ловушку из палочек Панджи и обдумывает попытку перепрыгнуть через нее. Он слышит, что кто-то идет, и прячется в углу, полагая, что это Мик идет за ним. Когда человек, который приближается, проходит мимо угла, Пол сталкивает его в ловушку с помощью молотка, убивая его. Но когда он смотрит вниз, он обнаруживает, что это была женщина, с которой он столкнулся ранее. Сразу же после этого Мик находит и хватает Пола. Объявив себя «победителем» и прочитав лекцию о том, что «мой вид должен уничтожить ваш вид», Мик бьет его своей головой.
Проснувшись, Пол обнаружил, что стоит на тропинке в маленьком городе. Он находит рядом записку с надписью «неудачник», и вскоре его обнаруживают полицейские.
Серия титров показывает, что, несмотря на сообщение Пола о психопате, нападающем на туристов, он сам был задержан как подозреваемый в различных нераскрытых убийствах в районе кратера Волчья яма. Во время расследования он перенес полный психический срыв и был депортирован обратно в Великобританию и помещен на лечение в больницу Эшворт. Фильм заканчивается так же, как и предыдущий фильм, Когда Мик уходит в даль со своей винтовкой.

## В ролях
- Джон Джэррэт —  Мик Тейлор
- Райан Корр — Пол Хаммерсмит
- Шеннон Эшлин — Катарина Шмидт
- Филлипп Клаус — Рутгер Энквист
- Шэйн Коннор — сержант Гэри Балмер-мл.
- Бен Джеррард — констебль Брайан О'Коннор
- Герард Кеннеди — Джек

## Релиз
Волчья яма 2 был выпущен в прокат в Австралии 20 февраля 2014 года. Фильм также начал показ в Соединенных Штатах 17 апреля 2014 года.
Фильм был выпущен на DVD, цифровых и Blu-ray дисках в Австралии 25 июня 2014 года через Roadshow Entertainment. Были выпущены две части фильма-театральная и режиссерская. Специальные функции включают аудиокомментарий сценариста / режиссера / продюсера Грега Маклина, пятидесятиминутный документальный фильм под названием Creating a Monster: The Making of Wolf Creek 2 и девять удаленных сцен.

## Критика
Первоначально фильм получил в основном положительные оценки кинокритиков на Венецианском кинофестивале.
Фильм в настоящее время имеет оценку 50% на Rotten Tomatoes, основанную на 52 отзывах со средней оценкой 5.6/10.

## Возможное продолжение
Разработку фильма Волчья яма 3 планируется начать в конце 2021 года. Режиссер Рэйчел Уиггинс со сценарием Дункана Самарасингхе с Грегом Маклином в качестве продюсера.

## Приём
Фильм собрал в первый уик-енд более 1 510 578 долларов, что сделало его фильмом номер один в его первые выходные. Общие сборы фильма в Австралии составили 4 383 978 долларов.